# Matrimonio mistico di santa Caterina d'Alessandria (Lotto Bergamo)

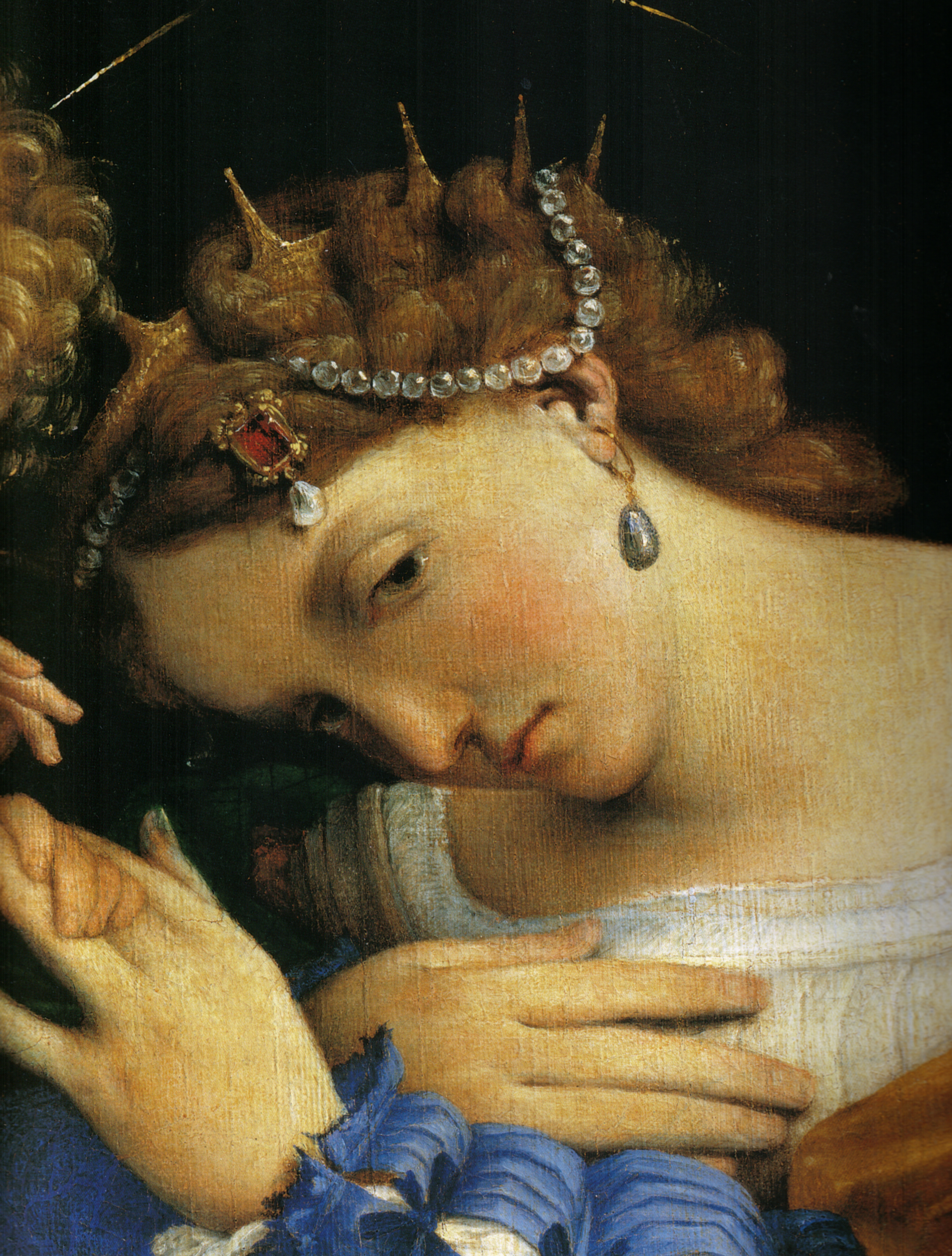
Dettaglio

Il Matrimonio mistico di santa Caterina d'Alessandria  è un dipinto a olio su tela (189,3x134,3 cm) di Lorenzo Lotto, datato 1523 e conservato nell'Accademia Carrara a Bergamo. L'opera è firmata e datata "Laurentius Lotus / 1523".

## Storia
Poco prima di lasciare Bergamo per Trescore, il 22 giugno 1523 Lotto saldò il conto col proprietario dell'abitazione in cui aveva vissuto, lasciandogli il presente dipinto come pagamento per un anno di affitto, che il Bonghi gli aveva commissionato. Stimato da altri pittori 60 ducati, venne prezzato una cifra superiore all'importo dovuto, per cui il padrone di casa, Niccolò Bonghi, dovette lasciare un conguaglio in denaro all'artista, fu una reciproca quietanza.
L'opera, nonostante le dimensioni "da altare", era destinata alla devozione privata nel palazzo familiare. Dorotea Bonghi, nel 1528, preoccupata di possibili saccheggi delle truppe veneziane che minacciavano Bergamo, decise di trasferire il dipinto  nella chiesa di San Michele al Pozzo Bianco, che riteneva più sicura in quanto luogo consacrato. La precauzione non fu però sufficiente, infatti un mercenario tagliò via il paesaggio che si vedeva da una finestra, raffigurante, secondo le testimonianze, una veduta ideale del monte Sinai.
Il Lotto dipinse una precedente quadro raffigurante  il matrimonio mistico di santa Caterina d'Alessandria ora conservato all'Alte Pinakothek di Monaco datato 1506, dove viene raffigurata la ruota, attributo iconografico della santa d'Alessandria, probabilmente eseguito nel periodi in cui il pittore si trovava a Recanati.

## Descrizione e stile
Nonostante la mutilazione l'opera è ancora tra le più significative del soggiorno bergamasco dell'artista, ricca di invenzioni iconografiche e intonata a colori corposi e squillanti, con effetti di grande preziosità. In una lussuosa ambientazione domestica, come testimoniano il tappeto orientale al davanzale, e la sedia coi corami (cuoi decorati) e le borchie, avviene il matrimonio mistico di santa Caterina, alla quale il Bambino, retto da Maria in una sfolgorante veste rossa con risvolti blu, sta inserendo l'anello nuziale. Lo status di sposa di Gesù di Caterina è testimoniato dall'abito sontuoso, con le enormi maniche a sbuffo, e dalla magnificenza dei gioielli indossati, tra cui una corona che si annoda a una complessa acconciatura, un filo di perle con pendente con rubino e orecchini di perla a goccia. 
Assistono alla scena un angelo e il Bonghi, del quale Lotto fece un penetrante ritratto frontale, con un espressivo uso delle mani. Si tratta di un omaggio dell'artista all'uomo per personalizzare e impreziosire l'opera, e non un autoritratto del Lotto stesso, come già ipotizzato.
Lo stile è quello più felice dell'artista, con ampi piani di colore intenso, rapporti spaziali complessi, panneggi sovrabbondanti e atmosfere serene, accompagnate da un gusto ricercato per il dettaglio.
Anche se il Lotto lascerà Bergamo con qualche rammarico e qualche incomprensione, dovuta forse all'assegnazione delle tarsie del coro della basilica di Santa Maria Maggiore al Capoferri, e non al suo maestro Fra Damiano da Bergamo, questa sua opera manifesta nei volumi, e nei colori, la felicità vissuta nel lungo periodo bergamasco.

## Altre immagini

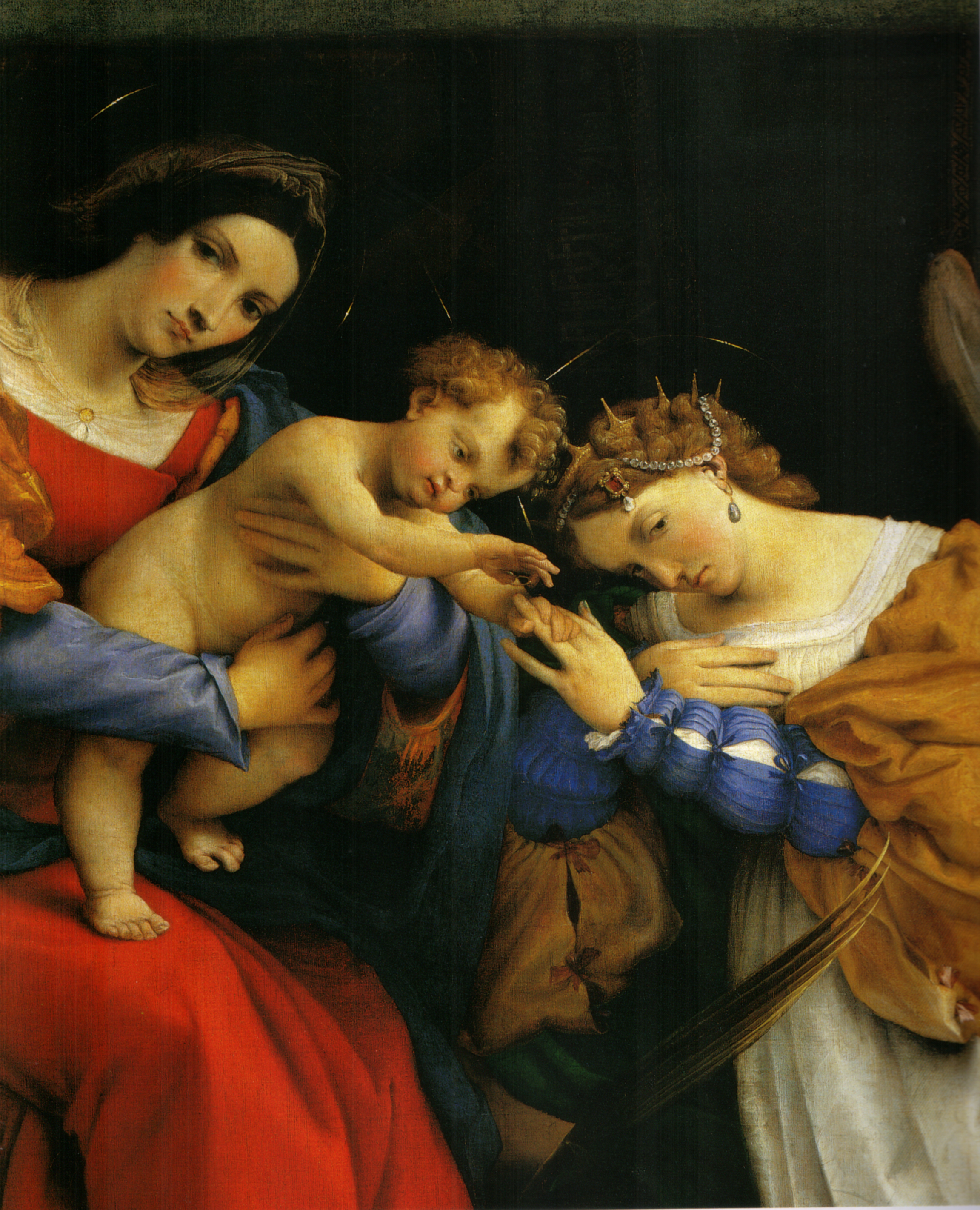
Dettaglio
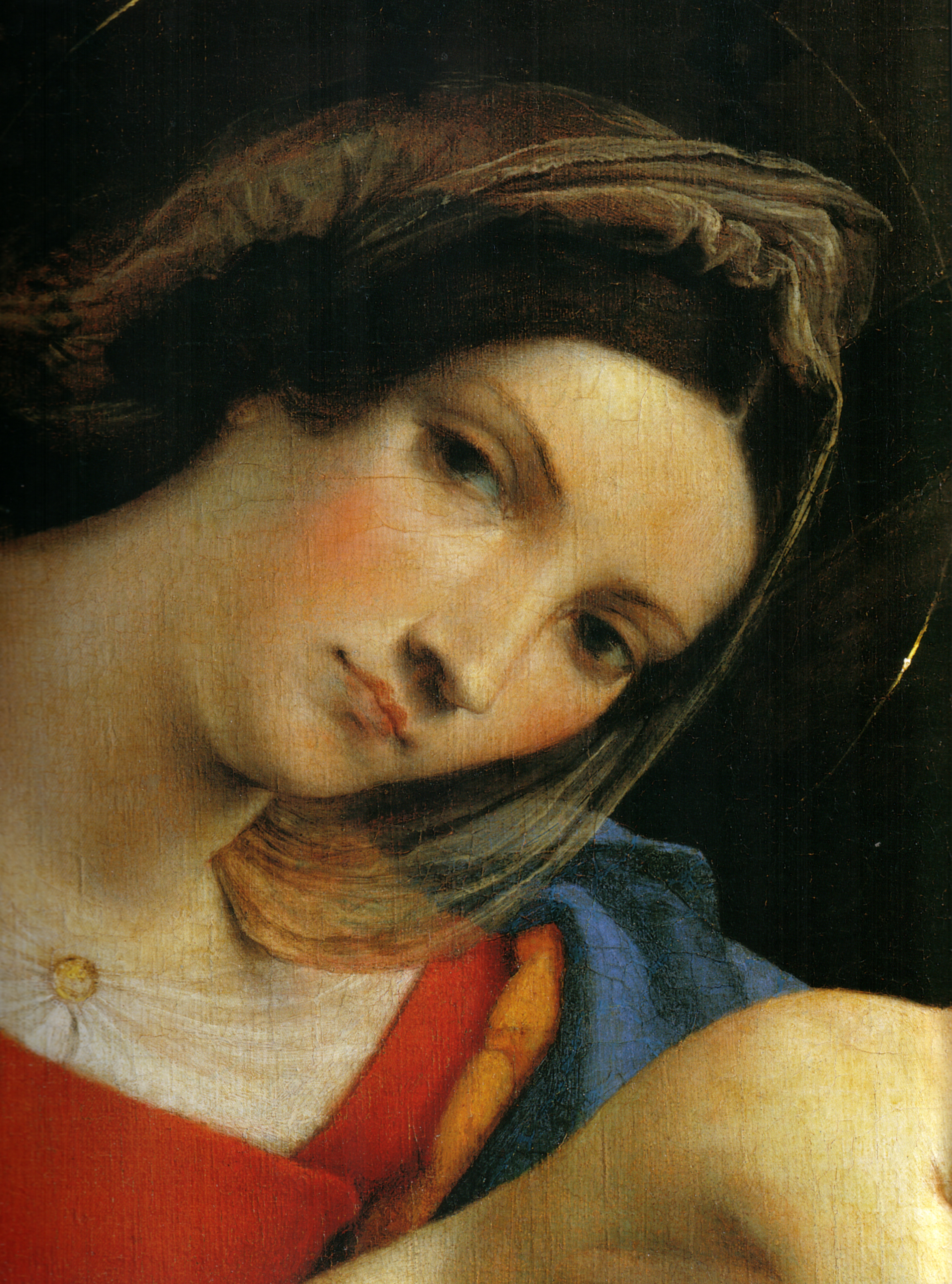
Dettaglio
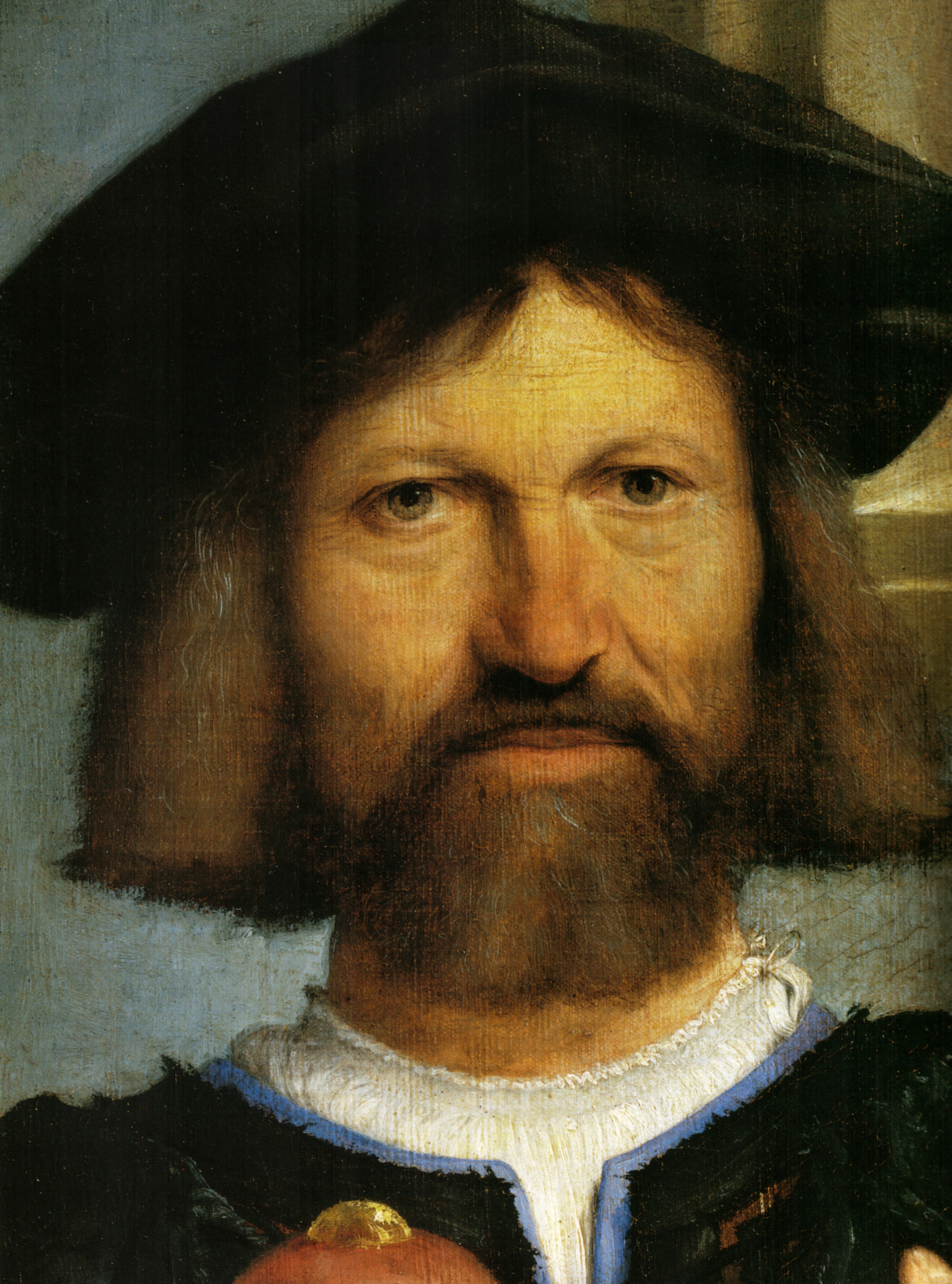
Dettaglio